# Poderi di Montemerano
Poderi di Montemerano is een plaats (frazione) in de Italiaanse gemeente Manciano.